# 徳川宗尹
徳川 宗尹（とくがわ むねただ）は、江戸時代中期の武士。御三卿の一つである一橋家初代当主。一橋 宗尹（ひとつばし むねただ）とも名乗った。

## 概要
江戸幕府第8代将軍徳川吉宗の四男。母は谷口正次の娘・於久（深心院）。第11代将軍家斉は孫、第12代将軍家慶は曾孫、第13代将軍家定と第14代将軍家茂はそれぞれ玄孫にあたる。
享保20年（1735年）、3万俵を賜り一橋徳川家を創設した。順次加増され、延享3年（1746年）には10万石となった。この時期、吉宗は宗尹を福井藩主の松平宗矩の養子にしようとしたが両者の年齢が近いことから見送られ（当時宗矩は33歳、宗尹は27歳）、代わりに宗尹の長男小五郎（重昌）が越前家に入ることとなった（後に重昌死去により三男仙之助（重富）も越前家を相続）。
明和元年（1764年）、44歳で死去した。跡を四男の治済が継いだ。

## 人物
多趣味であり、とりわけ父の吉宗に似て武芸を好み、鷹狩りを頻繁に行ったが割り当てられた回数では不足したため、兄の田安宗武と交渉して割り当て枠を譲ってもらい、返礼に狩りで獲った鶴の血や骨を贈ったと伝わる。反対に宗武が鷹狩りに出る際は、宗尹から道具や鷹を借りた記録が残る。鷹狩りの際、福岡藩主黒田家の菩提寺であった渋谷村広尾の祥雲寺に立ち寄った記録が多数残る。
陶芸や染色もたしなみ、手染めの手拭いを家臣に与えたり、手作りの陶器を父の吉宗に贈ったりしたほか、兄の家重や家治に羊羹をこしらえて献上している。
父の吉宗からも寵愛されていたようで、宝暦元年（1751年）6月19日、死去する前日の吉宗を見舞いに江戸城西丸に登城した際、特に面会を許され、病室にて対面している。

## 経歴
※日付＝旧暦
- 1721年（享保6年）閏7月15日 - 誕生。22日 - 松平小五郎と名付けられる[6]。なお、母の深心院は同年に22歳の若さで病没。
- 1735年（享保20年）9月23日 - 元服して宗尹と名乗り、徳川姓を称する。従三位左近衛権中将兼刑部卿に叙任。3万俵を賜る。
- 1737年（元文2年）10月18日 - 2万俵の加増。
- 1740年（元文5年）11月18日 - 江戸城一橋門内に邸を賜り、1万俵加増。
- 1741年（寛保元年）11月25日 - 一橋邸を定住とする。
- 1745年（延享2年）11月2日 - 参議に補任。
- 1746年（延享3年）9月15日 - 10万石を賜る。
- 1764年（明和元年）12月22日 - 薨去。法名は覚了院殿冬巌性達大居士。
- 1770年（明和7年）10月4日 - 贈権中納言

## 系譜
- 御簾中：一条顕子（1725年（享保10年） - 寛延2年7月12日（1749年8月24日）） - 一条兼香娘
  - 長男：松平重昌 - 松平宗矩養子
- 側室：千瀬（? - 宝暦10年11月26日（1761年1月1日）） - 猪飼正忠娘
  - 長女：保姫 - 島津重豪正室
- 側室：由加（? - 文化7年3月17日（1810年4月20日）） - 細田時義娘
  - 次男：仙之助（延享4年3月11日（1747年4月20日） - 宝暦2年11月9日（1752年12月14日））
  - 三男：松平重富 - 松平重昌養子
  - 四男：治済
  - 五男：黒田治之 - 黒田継高養子
  - 六男：鎌三郎（宝暦7年10月5日（1757年11月16日） - 安永2年5月24日（1773年7月13日））
- 側室：房 - 美濃部茂好娘
  - 七男：金次郎（宝暦13年11月13日（1763年12月17日） - 明和4年1月14日（1767年2月12日））

## 宗尹が登場する作品
- 八代将軍吉宗（NHK大河ドラマ、1995年、演：小林伊織→佐野泰臣→宍戸開）
- 将軍の隠密!影十八（テレビ朝日、1996年、演：里見浩太朗）
- 逃亡者 おりん（テレビ東京、2006年、演：平井力）
- 大奥（NHK総合、2023年、竹野谷咲）※男女逆転設定
- 新・暴れん坊将軍（テレビ朝日、2025年、演：森優理斗）※役名は徳川小五郎